# Kenopleurum virosum
Kenopleurum virosum är en flockblommig växtart som beskrevs av Candargy. Den är ensam art i släktet Kenopleurum.
Arten är en perenn ört som är endemisk på ön Lesbos i Grekland.